# Heterocentron subtriplinervium
Heterocentron subtriplinervium är en tvåhjärtbladig växtart som först beskrevs av Heinrich Friedrich Link och Christoph Friedrich Otto, och fick sitt nu gällande namn av Alexander Karl Heinrich Braun och Carl David Bouché. Heterocentron subtriplinervium ingår i släktet Heterocentron och familjen Melastomataceae. Inga underarter finns listade i Catalogue of Life.

## Bildgalleri

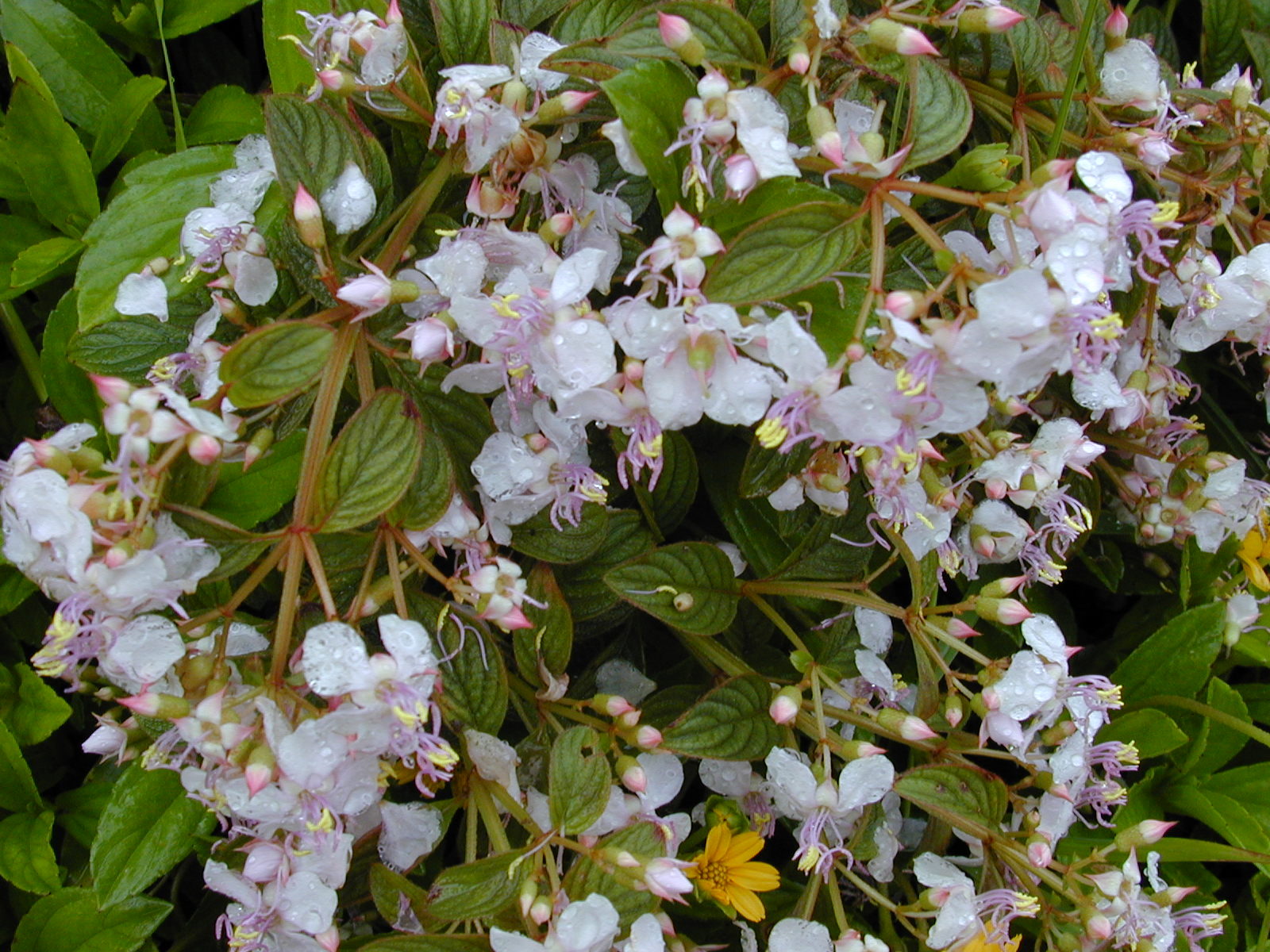
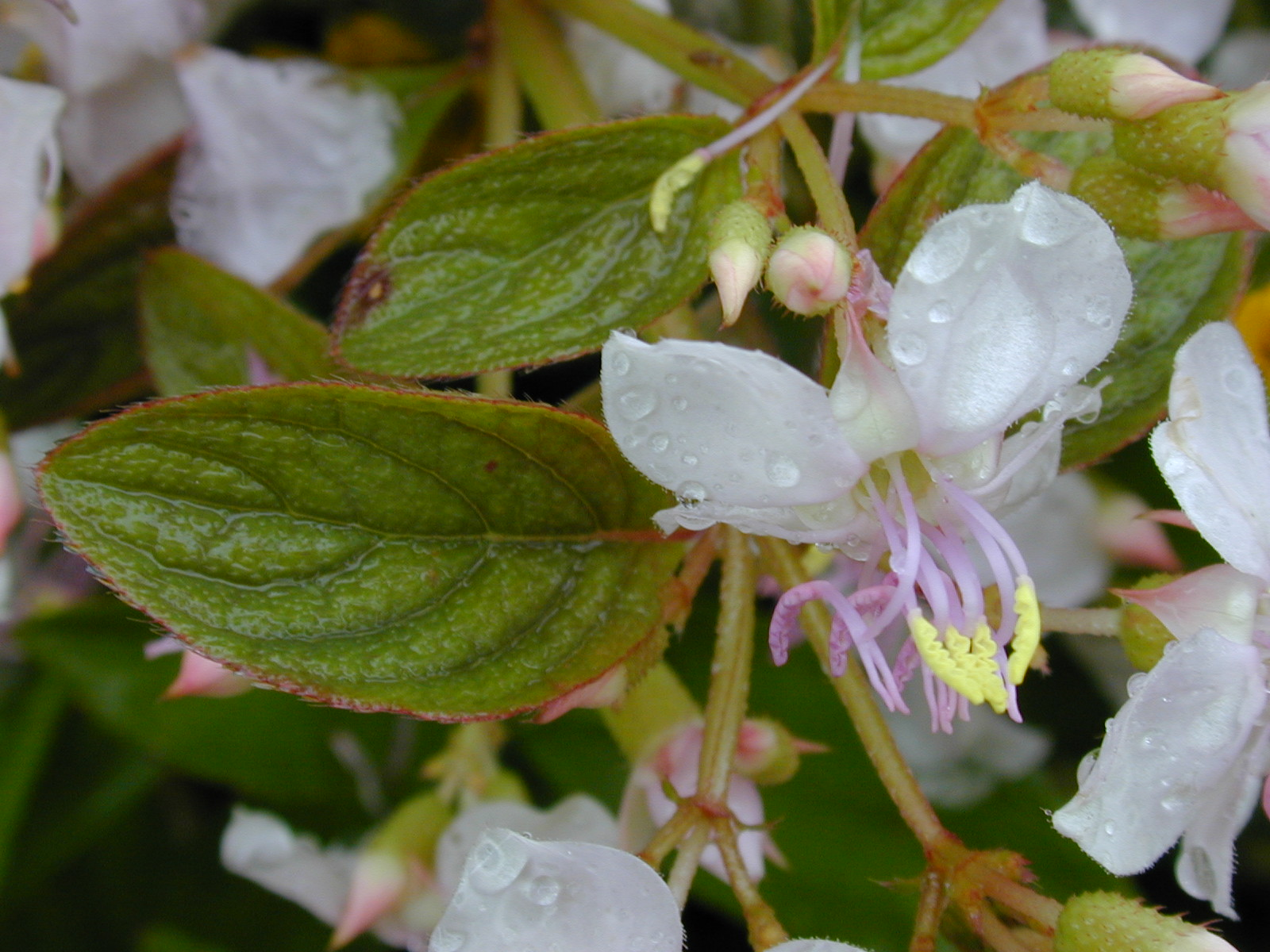
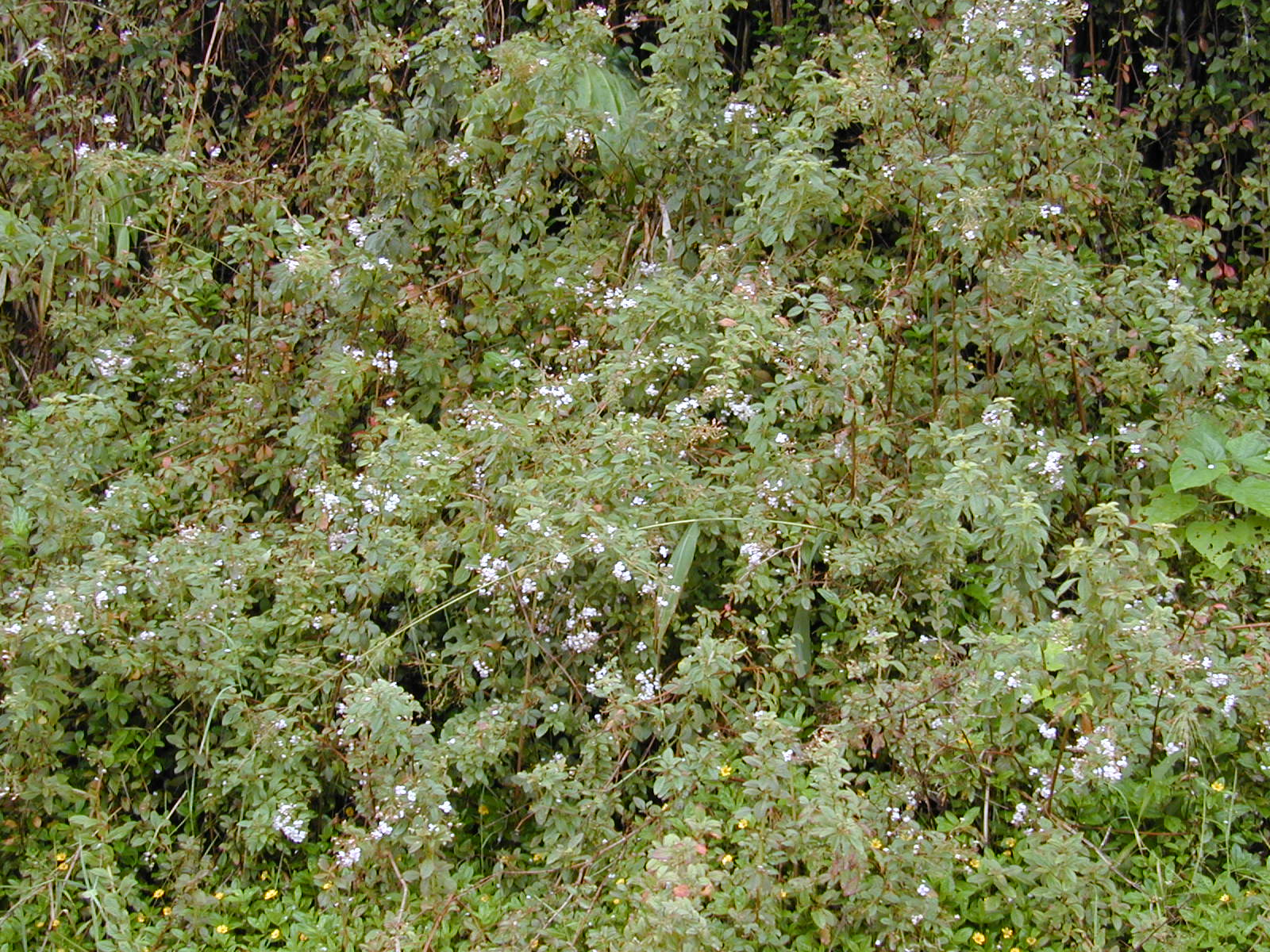
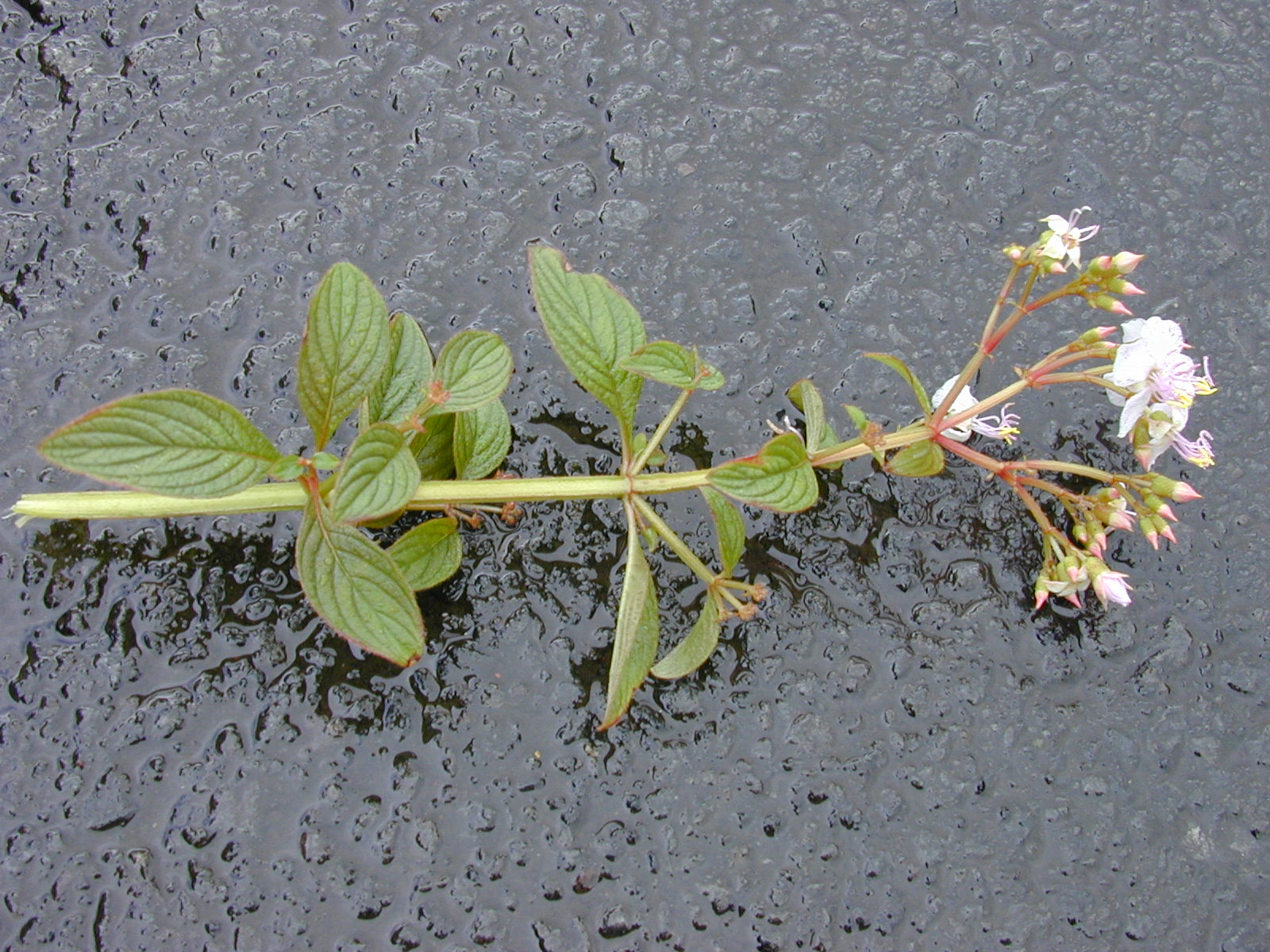